# 割下
割下（わりした、割り下）は、鍋料理などに使用される、調味した煮汁のこと。

## 概要
だし汁に醤油、砂糖、みりん、酒などで味付けしたもので、その調合は料理によって異なる。関東式のすき焼きや寄せ鍋に使う調味液を指すが多いが、柳川鍋や鴨鍋などの味の濃い煮物や、親子丼や深川丼などの煮汁も割下という。醤油ラーメンの出汁なども割下という。
淡白な味の魚すきや寄せ鍋などの汁は、一般的に「つゆ」や「だし」と呼ぶ。
現在はすき焼きのタレなどの名称で各メーカーからすき焼きの割下が発売されている。